# 구오르 마리알

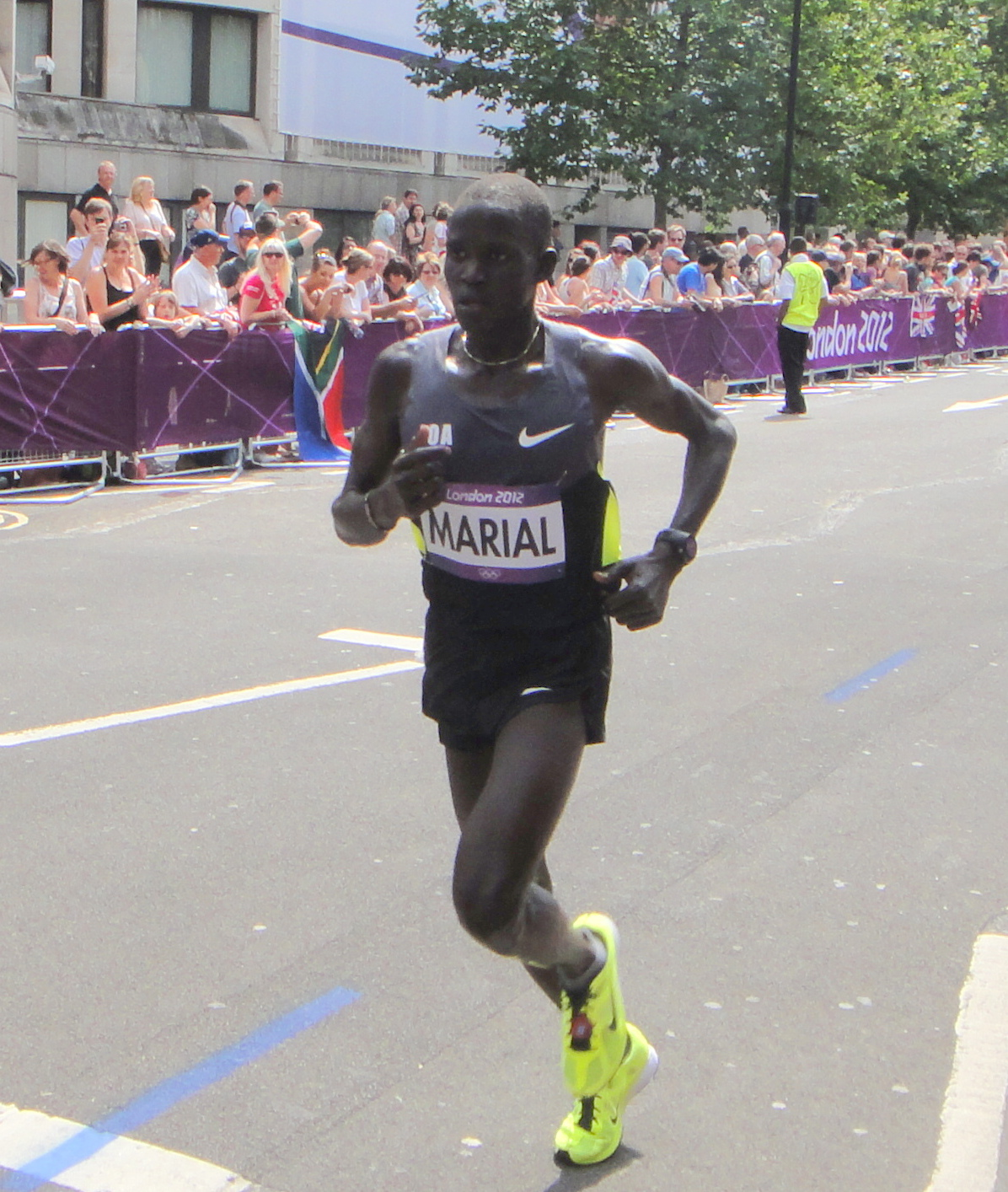
2012년

구오르 마리알(Guor Marial, 1984년 4월 15일 ~ )은 남수단의 마라톤 선수로, 딩카족이다. 유니티주 출신인 마리알은 제2차 수단 내전 당시 가족과 친지 28명이 학살된 뒤, 8살 나이로 납치되어 공사장에서 노역에 시달리다 이집트로 탈출, 다시 미국으로 망명했다. 새 회원국이 올림픽에 참가하려면 최소 2년이 지나야 한다는 국제 올림픽 위원회 (IOC)의 규정에 따라, 마리알은 2012년 하계 올림픽에서 남수단 국적 대신 올림픽 독립 선수로 뛰기로 결정되었다.